# 昆都士机场
昆都士机场（普什圖語：‎，達利語：‎）是一座位于阿富汗北部地区昆都士省首府昆都士的机场。机场位于昆都士南偏东南方向8公里（5英里）处。此外，机场位于汗阿巴德以西14公里（9公里），阿姆河以南40公里（25英里）处，其北方距离阿富汗与塔吉克斯坦边境53公里（33英里）。
现时机场的使用者包括驻阿富汗国际维和部队、卡姆航空、东方地平线航空，此外也承担一些人道主义救援飞行任务。

## 航空公司及航点
| 航空公司       | 目的地           |
| -------------- | ---------------- |
| 东方地平线航空 | 法扎巴德, 喀布尔 |
| 卡姆航空       | 喀布尔           |

## 机场设施
机场海拔高度1,457英尺（444） 。拥有一条方向为11/29，6,550乘148英尺（1,996乘45）的跑道，跑道表面为沥青材质。

## 事故
- 2010年5月17日，一架帕米尔航空公司的安-24飞机，在距离喀布尔100公里处坠毁[8]。当时该飞机正在执飞由昆都士至喀布尔间的112号航班，飞行途中，突然从雷达上消失[9][10]。直到5月20日才确认飞机残骸所在地，救援人员在21日抵达坠毁现场搜救，但已无任何生命迹象[11]。